# Robert La Caze
Robert Adrien Antoine Marie La Caze (Parijs, 26 februari 1917 – Le Cannet, 1 juli 2015) was een autocoureur uit Frankrijk die onder de vlag van Marokko reed.

## Carrière
Robert La Caze nam voornamelijk deel aan races en rally's in Noord-Afrika, hoewel hij in 1957 ook deelnam aan 24 uur van Le Mans.
Hij reed in één Grand Prix, de GP van Marokko in 1958, en eindigde als derde in de F2-klasse in een Formule 2-wagen van Cooper, en als veertiende in het totale klassement. Hij was toen de eerste coureur die in de Formule 1 racete onder een Afrikaanse licentie en de enige coureur die onder een Marokkaanse licentie racete. In 1954 en 1967 won hij de Rally van Marokko.
Na zijn autosportcarrière runde La Caze een garage en een jeugdsportvereniging in Marrakech.